# Dankovsky (huyện)
Huyện Dankovsky (tiếng Nga: ? райо́н) là một huyện hành chính tự quản (raion), của Tỉnh Lipetsk, Nga. Huyện có diện tích 1901 km², dân số thời điểm ngày 1 tháng 1 năm 2000 là 75200 người. Trung tâm của huyện đóng ở Dankov.